# Colom frontgroc
El colom frontgroc (Gallicolumba tristigmata) és una espècie d'ocell de la família dels colúmbids (Columbidae). Habita la selva humida de Sulawesi.